# 月曜ロードショー
『月曜ロードショー』（げつようロードショー）は、1969年10月6日から1987年9月21日までTBS系列で放送されていた映画番組である。放送時間は毎週月曜日 21:00 - 22:54 （JST）。
本項では、その前身に当たる『土曜ロードショー』とTBS版の『金曜ロードショー』及び、その後身に当たる『ザ・ロードショー』と『火曜ロードショー』と『火曜ビッグシアター』についてもこの項で述べる。

## 概要
前身は、1966年7月2日から1969年3月29日まで放送されていた『土曜ロードショー』（土曜 22:05 - 23:50）と1969年4月4日から同年9月26日まで放送されていた『金曜ロードショー』（金曜 19:30 - 21:30）である（いずれもカラー放送）。
海外の映画作品を中心に取り扱っており、その吹き替え作品を主に東北新社（テレビプロダクション、本社は東京都）との提携で制作を行っていた。
当初は解説者不在でスタートしたが、1970年4月から映画評論家の荻昌弘が解説を担当。視聴者に語りかける雰囲気が特徴的であった。
月曜時代の放送枠は、当初は21:00 - 22:56だったが、1972年10月に22:56 - 23:00枠の『お天気メモ』が1分拡大したため、終了時刻を22:55に変更し1分縮小、1975年10月より21:00 - 21:02枠に『明日のお天気』が設置されたため、開始時刻を21:02に変更し
、さらに2分縮小、1982年10月より『お天気メモ』が22:54 - 23:00の『TBSニュース』に変更されたため、終了時刻が22:54に変更し、さらに1分縮小、以後1987年9月まで21:02 - 22:54の体制だった。
同タイトルでの放送終了後、1987年9月28日は『秋のファミリー映画スペシャル』と題して『男はつらいよ 寅次郎かもめ歌』を放送した。TBSの大型改編に伴い平日22時で報道枠がスタートすることを受けて火曜 20:00 - 21:54 へ移動し、1987年10月6日から1988年9月27日まで『ザ・ロードショー』と題して放送されていた。その後、同年10月11日から1989年3月14日までは『火曜ロードショー』と、同年4月4日から同年9月19日までは『火曜ビッグシアター』と題して月に一度2時間ドラマも放送するようになった。ナイターシーズンでは野球中継、改編期には『クイズまるごと大集合』などの特番で休止が多々あった。体調を崩した荻は休養のため、1988年5月31日放送分をもって番組を一時降板していたが、2か月後の7月に死去したため、その後は解説者なしの状態が続いていた。なお、死去直後の放送では林美雄（当時TBSアナウンサー）が出演して荻の訃報を伝えると共に、最後の出演となった1988年5月31日放送分のエンディングの解説を放送した。1988年10月18日から1989年1月17日放送分までは小堺一機が解説を務めていた。
番組はその後、報道枠が23時からに復帰するなどの編成変更により、1989年10月4日に水曜 21:00 - 22:54 へ移動。以後は1993年9月29日まで『水曜ロードショー』と題して放送されていた。

### 変遷
| 期間                           | タイトル           | 放送時間（JST）             |
| ------------------------------ | ------------------ | --------------------------- |
| 1966年7月2日 - 1969年3月29日   | 土曜ロードショー   | 土曜 22:05 - 23:50（105分） |
| 1969年4月4日 - 1969年9月26日   | 金曜ロードショー   | 金曜 19:30 - 21:30（120分） |
| 1969年10月6日 - 1972年9月      | 月曜ロードショー   | 月曜 21:00 - 22:56（116分） |
| 1972年10月 - 1975年9月         | 月曜ロードショー   | 月曜 21:00 - 22:55（115分） |
| 1975年10月 - 1982年9月         | 月曜ロードショー   | 月曜 21:02 - 22:55（113分） |
| 1982年10月 - 1987年9月21日     | 月曜ロードショー   | 月曜 21:02 - 22:54（112分） |
| 1987年10月6日 - 1988年9月27日  | ザ・ロードショー   | 火曜 20:00 - 21:54（114分） |
| 1988年10月11日 - 1989年3月14日 | 火曜ロードショー   | 火曜 20:00 - 21:54（114分） |
| 1989年4月4日 - 1989年9月19日   | 火曜ビッグシアター | 火曜 20:00 - 21:54（114分） |

## オープニング

### 月曜ロードショー時代
1. 21:00の時報と同時にパープルブルーバックで冒頭からBGMが流れ、「月曜ロードショー」（黄色を黒で囲む）のロゴが流れる。
2. 5秒後青と緑のコラージュから映画のワンシーンが湾曲する形（白い楕円形の球体の表面）で流される（007シリーズ→レーサー（ポール・ニューマン）→アラン・ドロン→【不明】→ジョン・ウェイン→俺たちに明日はない→【不明】→パリのめぐり逢い→荒野の七人）。BGMはブロードウェイ版『ピーター・パン』1954年上演版の序曲（エルマー・バーンスタイン作曲）。
3. 25秒後コラージュの色が黄色に変わってまもなく「月曜ロードショー」のタイトルがフェイド・イン（白のみで囲み無し）。
4. 5秒後コラージュの色が青と紫に変わる瞬間に消滅し、提供スポンサーテロップが挿入されて終了する。

1980年代後半に2部分離してからは、前期は上記の体制だったが、スポンサーテロップ挿入後は、当日放送される映画のタイトルカードを表示していた。後期ではすべてブルーバックで、「月曜ロードショー」（白文字）のロゴ（背景画が水色。最末期は青・水色・紺・紫・青緑で塗り分けられた縞模様のバック）→提供スポンサーテロップ→CM（60秒）→当日放送される映画のタイトルカードへと続いていた。

## エンディング

### 月曜ロードショー時代
1. 解説→次回予告→吹き替え声優→日本語版製作スタッフがクレジットされたイラストバックが放送されていた（もちろん放送日の映画が題材）[注 1][注 2]。
2. 30秒後提供スポンサーテロップが20秒ぐらい（スポンサーが2部分離してからは15秒）流れる。
3. パープルブルーバックに「月曜ロードショー」（オープニングと同じだがやや小さめ）「TBS 終」（白の囲み無し）が表示されて終了。「終」の隣にあるTBSのロゴは筆記体ロゴである。BGMはレイ・アンソニー・オーケストラの "The Party's Over" であった。

1980年代後半に2部分離してからはブルーバックで「月曜ロードショー 終」（白文字。背景画は水色だったが、最末期は前述の縞模様）が表示されて終了。1986年4月以降は、このカットの表示と同時にTBS共通のクロスプログラムのチャイムが鳴り、『JNNニュースデスク』（のちに『ネットワーク JNN』）の予告に接続していた。

## スタッフ

### プロデューサー
- 熊谷国雄（TBS）
- 安田孝夫（TBS）
- 上田正人（TBS）

### 予告ナレーション
- 中江真司
- 蟹江栄司
- 松宮一彦（当時TBSアナウンサー）
- 藤田恒美（当時TBSアナウンサー）

## タレント吹替え
- 中村メイコ - 『猿の惑星』
- 夏八木勲・内田良平・会田由来 - 『荒野の用心棒』※1974年版
- 高岡健二・林寛子 - 『卒業』
- 沢田研二・大竹しのぶ・国広富之・尾藤イサオ - 『ウェストサイド物語』
- 丹波哲郎・浜美枝 - 『007は二度死ぬ』※本人出演作品
- 国広富之 - 『エレファントマン』『ミッドナイトクロス』
- 秋野暢子 - 『上海サプライズ』（火曜ロードショー時代）
- 石田純一・浅野ゆう子 - 『プリティ・ウーマン』（同局のドラマ『長男の嫁2〜実家天国』の番組宣伝として制作）

## 月曜ロードショー時代の常連映画

### 邦画
- 角川映画 - 特に薬師丸ひろ子主演作品が多く、『セーラー服と機関銃』については同じ年に2回放送した。

### 洋画
- ロッキーシリーズ - ただし、4は曜日移動後、5、ザ・ファイナルに至っては定時枠撤退後なので同局のゴールデンタイムでは未放送。
- 007シリーズ
- ジャッキー・チェン作品

## 同番組吹替えDVD作品
- 愛と喝采の日々
- 悪魔の追跡
- オーメン
- 狼の挽歌
- オルカ
- ガルシアの首
- キラー・エリート
- グライド・イン・ブルー
- クリスタル殺人事件
- 国際諜報局
- ザ・チャイルド
- サブウェイ・パニック
- 正午から3時まで
- スローターハウス5
- 戦場
- ダーティハリー4、5[注 3]
- 大地震
- 大統領の陰謀
- 地中海殺人事件
- チャトズ・ランド
- ドノバン珊瑚礁
- 泥棒成金
- トワイライトゾーン/超次元の体験
- ナイアガラ
- 波も涙も暖かい
- 破壊!
- バニシング・ポイント
- バンドレロ
- 100万ドルの血斗
- 評決
- ピラニア
- ピンク・パンサー3
- ブラニガン
- ブレードランナー
- ペーパーチェイス
- 炎のランナー
- ポリスアカデミー1、3、4[注 4][注 5]
- ホワイト・バッファロー
- M★A★S★H マッシュ
- 要塞
- 世にも怪奇な物語
- レッド・バロン
- ロッキー1、2、3、4[注 6]
- ロング・グッドバイ
- 007シリーズ[注 7]
- さいはての用心棒

## 特別企画
- 1977年12月26日には、チャーリー・チャップリンがこの前日の12月25日に死去したことを受けて、当初予定された作品を休止し、追悼特番が生放送され、チャップリンファンを代表して、岡本太郎、伴淳三郎、前橋汀子、宮城まり子を招き、鼎談を行った。
- エノケンからたのきんまで・東宝映画の50年 - 企画:東宝、構成:海野洋司、甲藤誠子、制作:森伊千雄、演出:鴨下信一。
- 東映映画30年・あの興奮をもう一度「笛吹童子」から「序の舞」まで - 製作:東映、プロデューサー:杉本直幸、ナレーター:室田日出男、音楽:津島利章、構成・監督:中島貞夫、出演:名取裕子、桜町弘子、丘さとみ、萬屋錦之介、大川橋蔵、寺島純子(声)、三田佳子。
- 大映映画40年・「羅生門」から「月の夜 星の朝」まで - 製作:大映、企画:山本洋、本多敬、プロデューサー:佐藤正大、ナレーター:加藤道子、監修:田中重雄、構成・演出:白井更生、出演:京マチ子、山本富士子、若尾文子、藤村志保、中村玉緒、江波杏子、青田浩子、田村高広。
- 田中絹代から寅さんのマドンナたち・松竹映画70年の女優 - 製作:松竹、スポニチテレビニュース社、制作:伊藤公一、プロデューサー:和久井満之、ナレーター:七尾伶子、脚本構成:斉藤良輔、脚本構成・演出:井上和男、出演:伊藤つかさ(インタビューアー)、栗島すみ子、吉川満子、逢初夢子、高杉早苗、高峰三枝子、高峰秀子、岡田茉莉子、倍賞千恵子、倍賞美津子、岩下志麻、松坂慶子。
- 1983年4月25日に「特別企画　エノケン－私が愛した喜劇王」と題し単発ドラマを放送した。

スタッフ
- 原案：淀橋太郎
- 脚本：冨川元文、吉川正澄、田中直人
- 演出：吉川正澄、田中直人
- プロデューサー：上村喜一、稲塚秀孝
- 製作著作：テレビマンユニオン、TBS

キャスト
- 榎本健一：堺正章
- 千代松：秋吉久美子
- 松任谷正隆、蟹江敬三、林ゆたか、藤木悠、山口美也子、宮本信子
- 榎本由紀子：倍賞美津子

## ネット局
系列は当時の系列。
| 放送対象地域           | 放送局         | 系列    | 備考 |
| ---------------------- | -------------- | ------- | --- |
| 関東広域圏             | 東京放送       | TBS系列 | 現・TBSテレビ |
| 北海道                 | 北海道放送     | TBS系列 | |
| 青森県                 | 青森テレビ     | TBS系列 | 1969年12月の開局時から                                                                                            |
| 岩手県                 | 岩手放送       | TBS系列 | 現・IBC岩手放送                                                                                                   |
| 宮城県                 | 東北放送       | TBS系列 | |
| 福島県                 | テレビユー福島 | TBS系列 | 1983年11月28日のサービス放送開始時から                                                                            |
| 山梨県                 | テレビ山梨     | TBS系列 | 1970年4月の開局時から                                                                                             |
| 新潟県                 | 新潟放送       | TBS系列 | 『金曜ロードショー』時代は放送無し（1969年時点）                                                                  |
| 長野県                 | 信越放送       | TBS系列 | 1980年10月から |
| 静岡県                 | 静岡放送       | TBS系列 | 1970年から |
| 石川県                 | 北陸放送       | TBS系列 | 1978年10月から |
| 中京広域圏             | 中部日本放送   | TBS系列 | 現・CBCテレビ |
| 近畿広域圏             | 朝日放送       | TBS系列 | 現・朝日放送テレビ 1975年3月24日まで 現・テレビ朝日系列                                                           |
| 近畿広域圏             | 毎日放送       | TBS系列 | 1975年3月31日から（腸捻転解消による移行）                                                                         |
| 島根県 →島根県・鳥取県 | 山陰放送       | TBS系列 | 1972年9月18日までの放送免許エリアは島根県のみ 1972年9月25日から相互乗り入れに伴い鳥取県も追加エリアとなる         |
| 岡山県 →岡山県・香川県 | 山陽放送       | TBS系列 | 現・RSK山陽放送 1983年3月までの放送免許エリアは岡山県のみ 1983年4月から相互乗り入れに伴い香川県も追加エリアとなる |
| 広島県                 | 中国放送       | TBS系列 | |
| 山口県                 | テレビ山口     | TBS系列 | 1987年10月のFNS脱退後から                                                                                         |
| 高知県                 | テレビ高知     | TBS系列 | 1970年4月の開局時から                                                                                             |
| 福岡県                 | RKB毎日放送    | TBS系列 | |
| 長崎県                 | 長崎放送       | TBS系列 | |
| 熊本県                 | 熊本放送       | TBS系列 | |
| 大分県                 | 大分放送       | TBS系列 | |
| 宮崎県                 | 宮崎放送       | TBS系列 | |
| 鹿児島県               | 南日本放送     | TBS系列 | 1982年10月から |
| 沖縄県                 | 琉球放送       | TBS系列 | |

TBS系列局外でフジテレビ系列の秋田テレビと福井テレビでは『サンデーロードショー』と題し、遅れネットで放送されていたほか、日本テレビ系列の南海放送では『日曜ロードショー』として日曜午後に遅れネットで放送されていた。

## その他
- 1977年頃、青森テレビや北海道放送など一部TBS系列局では、金曜日23時台後半に、深夜映画枠のタイトルに『金曜ロードショー』のタイトルを用いていた[5]。

- 70年代後半 - 80年代後半頃までTBSでも金曜日24時台の関東ローカル向けに『金曜ロードショー』のタイトルで放送されていた時期が存在した。